# Abdi İpekçistraat

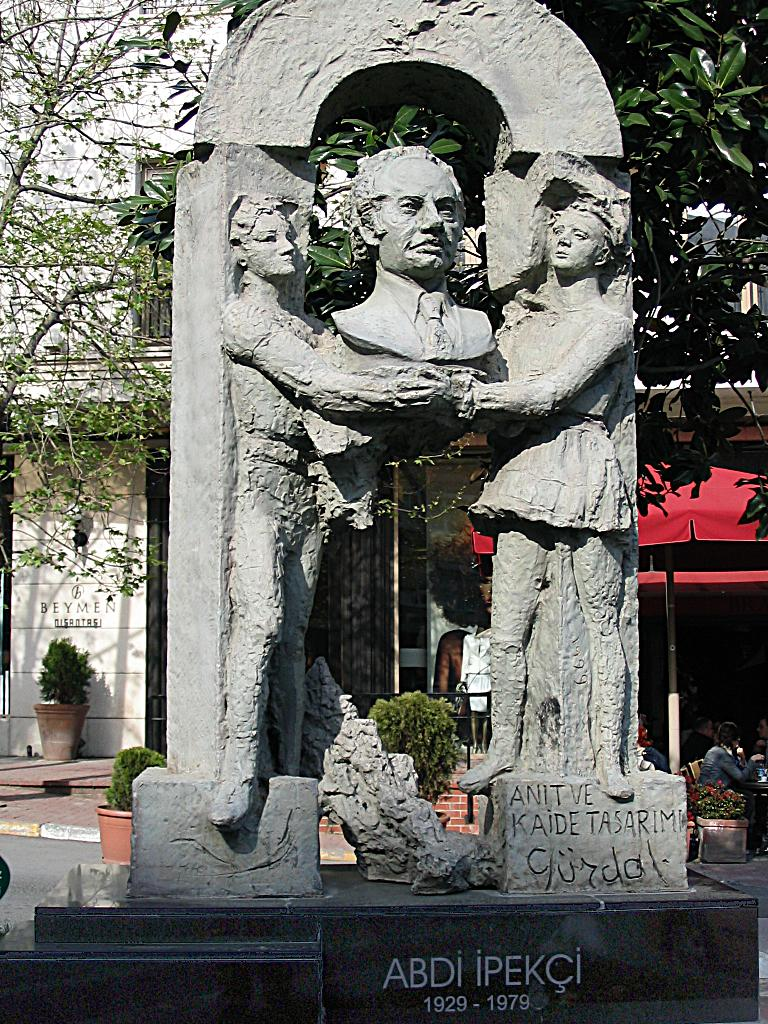
Vredesmonument

De Abdi İpekçistraat (Turks: Abdi İpekçi Caddesi) tot 1979 bekend als Emlakstraat (Turks: Emlak Caddesi) letterlijk 'vastgoedstraat', is een van de voornaamste winkelstraten in de wijk Şişli van Istanboel, Turkije. Hij loopt langs de wijken Maçka en Teşvikiye. De straat begint bij de Bayıldımstraat/Maçkastraat en eindigt bij de Vali Konağı Avenue in Nişantaşı. In zijn 700 m lange en in het algemeen noord-zuidwaarts gerichte traject doorsnijdt hij de Mim Kemal Öke Avenue, Bronsstraat, Atiyestraat, Teşvikiye Bostanıstraat, Eytam Avenue, Altınstraat en Profesör Doktor Feyzi Feyzioğlustraat.
In het begin van de 21e eeuw heeft de straat in de prestigieuze wijk zich ontwikkeld tot een vestigingsplaats voor de luxe detailhandel, met een huurprijs van ongeveer $3500 per m². Het is daarmee de duurste winkelstraat van heel Turkije. Aan beide kanten van de straat zijn een groot aantal exclusieve en dure winkels van Turkse en internationale designermerken, restaurants van de internationale keuken, en cafés gevestigd.
De straat is in 1979 hernoemd naar Abdi İpekçi, de befaamde journalist en hoofdredacteur van de bekende Turkse krant Milliyet. İpekçi werd op 1 februari 1979 in deze straat voor zijn appartement in zijn auto vermoord door Mehmet Ali Ağca, die later ook een poging tot moord deed op Paus Johannes Paulus II. Een herdenkingsmonument werd in 2000 onthuld nabij de plek van de moord.

## Nieuwjaarsviering
Het is een traditie aan het worden om de jaarwisseling te vieren op de versierde Abdi İpekçistraat, als een alternatief voor de zeer drukke viering die zich op het Taksimplein afspeelt.